# Вале (Рим)
Вале је насеље у Италији у округу Рим, региону Лацио.
Према процени из 2011. у насељу је живело 37 становника. Насеље се налази на надморској висини од 328 м.